# なんぶ
なんぶ（1987年10月15日 - ）は、日本の構成作家、元お笑いタレント。東京NSC18期生。

## 来歴
- 東京都杉並区高円寺出身。
- 2001年、中学の同級生である矢島伸男とお笑いコンビ「ナンブヤジマ」を組み芸人活動を開始。高校1年生のときにM-1グランプリ3回戦に進出[1]。創価大学在学中には落語研究会に所属し、2007年度全日本お笑い選手権学生芸人No.1決定戦優勝をはじめ、学生芸人の大会で活躍する[2]。2009年、「ナンブヤジマ」解散。元相方の矢島は現在「オシエルズ」として活動[3]。
- 2013年、共通の知人を介して知り合った宮下聡（現：ひょっこりはん）とお笑いコンビ「ダイキリ」を組み、吉本総合芸能学院に入学。同期におばたのお兄さん、レインボー、そいつどいつ、猫塾（現：ぼる塾メンバー）らがいる。
- 2015年9 - 10月に放送された『爆笑ファクトリーハウス 笑けずり』にダイキリとして出演、第4回放送で合宿12日目の「生き残りお笑いライブ」にて脱落した。(6位/9組中)
- 2018年、コンビ解散後に芸人を引退、作家となる。ヨシモト∞ホールでの企画構成や、芸人ななまがりの座付き作家となる[4]。
- 芸人先生（NHK Eテレ）で放送作家デビュー。

## 人物
- 2019年から母校である吉本総合芸能学院のジュニアコース・作家コース講師を務める。
- 2020年から良ちゃん（旧芸名：坂井良多、鬼越トマホーク）、嶋佐和也（ニューヨーク）、鈴木もぐら（空気階段鈴木）、市川刺身（そいつどいつ）と5人で、YouTubeチャンネル「高円寺チャンネル」を開始。
- 学生時代からHIPHOPを愛好し、打ち込みによる楽曲制作やラップを行う。
- 芸人時代は荒れており、先輩芸人や劇場を批判するような内容の漫才を時折行っていた。相方の宮下（後のひょっこりはん）にもかなり厳しく接していた[5]。

## 担当番組

### レギュラー番組
- ノギザカスキッツ（日本テレビ） - コントネタ提供
- musicるTV （テレビ朝日）
- 日向坂ミュージックパレード（日本テレビ） - 構成・ゲーム進行

### 過去担当した番組
- 芸人先生 （NHK Eテレ）

## 舞台
- ななまがり単独ライブ
- そいつどいつ単独ライブ
- ガンバレルーヤ単独ライブ
- THIS IS パン単独ライブ
- ザ・シーツ単独ライブ